# Camillo Tassi
Camillo Tassi (Piacenza, 23 settembre 1849 – Piacenza, 6 marzo 1912) è stato un avvocato e politico italiano.

## Biografia
Laureato in giurisprudenza a Torino, è stato consigliere comunale, assessore all'istruzione e consigliere provinciale a Piacenza. Deputato per tre legislature nell'estrema sinistra di Felice Cavallotti è stato un apprezzato penalista, tenace difensore delle fasce più deboli della popolazione. 
Fu padrino dello stesso Cavallotti nel duello che ne cagionò la morte.